# Linchong Hu
Linchong Hu är en sjö i Kina. Den ligger i provinsen Jiangxi, i den sydöstra delen av landet, omkring 43 kilometer nordost om provinshuvudstaden Nanchang. Linchong Hu ligger 13 meter över havet. Arean är 12,7 kvadratkilometer. Trakten runt Linchong Hu består huvudsakligen av våtmarker. Den sträcker sig 4,4 kilometer i nord-sydlig riktning, och 5,8 kilometer i öst-västlig riktning.
Genomsnittlig årsnederbörd är 2 373 millimeter. Den regnigaste månaden är juni, med i genomsnitt 357 mm nederbörd, och den torraste är oktober, med 36 mm nederbörd.